# Luchthaven El Arish
Luchthaven El Arish (IATA: AAC, ICAO: HEAR) is een luchthaven bij El Arish, Egypte. De luchthaven is het hoofdkwartier van Palestinian Airlines en ligt het dichtst bij de Gazastrook. De maatschappij verhuisde naar deze locatie nadat de luchthaven Yasser Arafat in 2001 was gebombardeerd door de Israëliërs waarbij de startbaan werd verwoest. In 2006 verwerkte de luchthaven 15.166 passagiers.

## Bestemmingen
Vanaf El Arish worden alleen internationale vluchten uitgevoerd:
- Amman (Palestinian Airlines en Royal Jordanian)